# Massaker von Dak Son

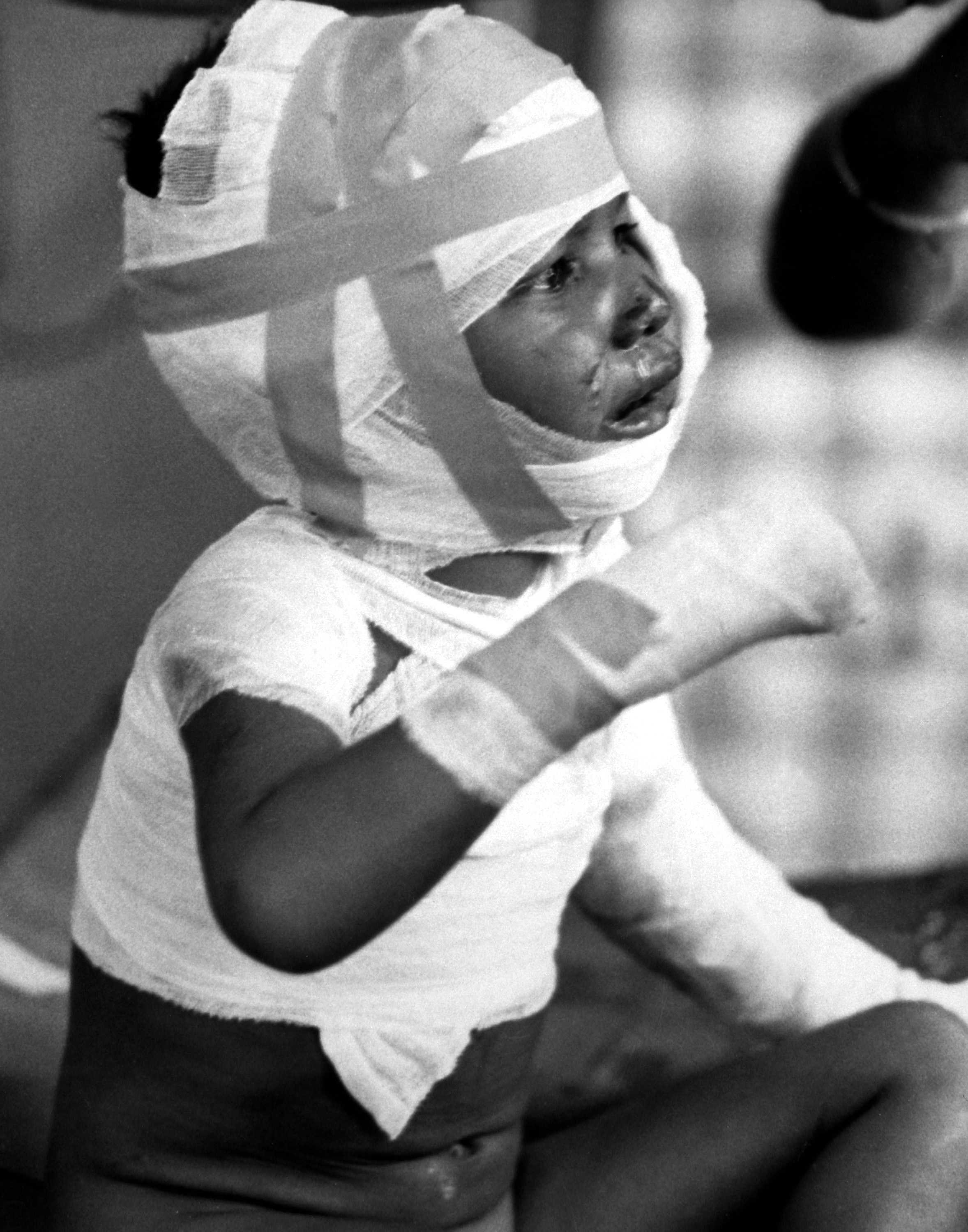
„Zwei Bataillone des Viet Cong ermordeten im Rahmen eines so genannten Vergeltungsangriffs auf das Dorf Đắk Sơn 252 Zivilisten. Der drei Jahre alte Dieu Do mit tränenden Augen, nun obdachlos und ohne Vater.“ USIA, 6. Dezember 1967

Das Massaker von Đắk Sơn war ein Kriegsverbrechen, das von der Nationalen Front für die Befreiung Südvietnams (Vietcong) während des Vietnamkrieges am 5. Dezember 1967 in dem Dorf Đắk Sơn begangen wurde. Dabei starben 252 Zivilisten.

## Ablauf
Am 5. Dezember 1967 überfielen zwei Bataillone der Nationalen Front für die Befreiung Südvietnams das Dorf Đắk Sơn, wo ca. 2000 Zivilisten von Stämmen indigener Montagnards („Bergvölker“) lebten. Die Montagnards galten als kommunismusfeindlich. Darüber hinaus vermutete der Vietcong, dass das Dorf feindlichen Flüchtlingen als Unterschlupf und Versorgungsstation diente.
Über 600 Kämpfer setzten Hütten und Unterstände in Brand und töteten Männer, Frauen und Kinder mit Flammenwerfern, die extra deswegen zum Einsatz kamen, damit sich diese Gräueltat herumspricht und möglichst lange im Gedächtnis bleibt, um andere Montagnards von weiterem Widerstand abzuhalten. Viele Bewohner wurden in den brennenden Hütten eingeäschert oder erstickten durch die Rauchentwicklung in ihren Erdverschlägen (Fuchsbaue), in die sie sich hatten flüchten können. Nicht vollständig abgebrannte Behausungen wurden mit Handgranaten gesprengt. Kurz vor dem Verlassen des Ortes wurden noch 60 weitere Überlebende erschossen, der Rest der Bevölkerung wurde verschleppt, um als Geiseln zu dienen.